# Gelis declivis
Gelis declivis là một loài tò vò trong họ Ichneumonidae.